# Stigmella tragilis
Stigmella tragilis (лат.) — вид молей-малютки рода Stigmella (Nepticulinae) из семейства Nepticulidae.
Эндемик Южной Африки: ЮАР (Margate, Natal). Длина 3,6—4,6 мм. Общая окраска желтовато-коричневая. Гусеницы питаются растениями вида Tragia durbanensis (Euphorbiaceae). Яйца откладывают на верхнюю поверхность листьев. Обладают сходство с видами Stigmella satarensis, отличаясь окраской крыльев и строением глаз.
В апикальной части передних крыльев развиты две жилки: R4+5 и M.